# ジョン・セビア
ジョン・セビア（英語: John Sevier、1745年9月23日 - 1815年9月25日）は、アメリカ合衆国の政治家であり、建国初期に4年間存在したフランクリン国の唯一の知事（1785年-1789年）であり、テネシー州知事を12年間（1796年-1801年、1803年-1809年）、テネシー州選出のアメリカ合衆国下院議員を1811年から死ぬまで務めた。またアメリカ独立戦争のときのキングスマウンテンの戦いでは、オーバー・マウンテン部隊の分遣隊であるテネシーのワシントン郡民兵隊指揮官も務めた。

## 生い立ち
バージニアのニューマーケットの町で生まれた。父方の祖父はバレンタイン・"ザ・ユグノー"・セビアと呼ばれ、聖フランシスコ・ザビエルを遠い親戚とするザビエル家のフランス・ユグノー一派の出だった。父方の祖母メアリー・スミスはイギリス人だった。父はイングランドのロンドンで生まれ、母ジョアンナ・ゴードはアメリカ人だった。
セビアは、最初の妻サラ・ホウキンスや2人の間にできた子供達と共に、東テネシーのホルストン川渓谷に入植した。セビアが「ノリチャキー・ジャック」あるいは「チャキー・ジャック」という渾名を貰ったのがこの頃であり、ノリチャキー川沿いで挙げた功績に基づいていた。その地域は当時バージニアが領有権を主張しており、1774年のダンモアの戦争に短期間関わった。この戦争でセビアは当時の英雄となるインディアン・ファイターとして評判を勝ち取った。ただし、現代の歴史家達はその伝承に不愉快なものを感じている。

## アメリカ独立戦争
セビアは北西テネシーに入植してから間もなく、地元の政治に関わるようになり、ノースカロライナに対してその一部となるよう請願書を作成することに貢献し、またワシントン郡の民兵隊を率いてキャズウェル砦（あるいはシカモアショールズ、現在のエリザベストン近くのワトーガ砦）を包囲したチェロキー族と戦った。この戦闘後に中佐から大佐に昇進し、この身分でアパラチア山脈の1,000名以上の民兵のうち240名を率い、キングスマウンテンの戦いで、イギリス正規軍のパトリック・ファーガソン少佐とほぼ同数のイギリス軍正規兵およびカロライナのロイヤリストと戦った。オーバーマウンテン部隊の驚異的な勝利は辺境におけるセビアの名声と人気を高め、その地域を自分達で治める時期がきたときに、セビアは繰り返しその指導者に選ばれた。
この頃、セビアの最初の妻サラ・ホウキンスが死に、セビアはキャサリン・"ボニー・ケイト"・シェリルと再婚した。
セビアのこの頃の話は、オーバーマウンテン部隊が招集されたエリザベストンで毎年行われる野外劇「ワトーガンズ」で演じられている。

## フランクリン国
1784年、ノースカロライナは大陸会議からの圧力に屈し、金がかかり利益も生まない地域を外してしまおうと考え、アパラチア山脈から西のすべての土地をアメリカ合衆国政府に譲渡した。しかし、大陸会議は直ぐにその土地を受け取らず、現在の東テネシーに政治的空白が生まれた。セビアはこの空白を埋めるべく立ち上がった数人の著名な者の一人となり、新しいフランクリン国（多くの資料によればベンジャミン・フランクリンに因んで名付けられたことになっているが、時にフランクランドと言われることもあり、これは「自由な民の土地」を意味している）の知事職を引き受けた。ノースカロライナがその譲渡を撤回したとき、セビアは当初ノースカロライナへの復帰を望んだが、これはセビアが准将への昇進を提示されたことも理由の一部だった。しかし、別の著名なフランクリン人（後にテネシー州選出のアメリカ合衆国上院議員）ウィリアム・クックが現在のまま留まるよう説得した。
ノースカロライナとフランクリン国が地域住民の忠誠心を得ようと争ったので、セビアはジョージアとの陰謀に巻き込まれ、現在のアラバマ州北部にあったチェロキー族の土地を支配しようとし、スペインの知事エステヴァン・ミロがアパラチア圏のアメリカを簒奪しようとセビアに金を送ったので、スペインとの同盟でさえも検討した。フランクリン国とノースカロライナは地域の役人、連邦議会上院議員および下院議員をそれぞれ選出した。その結果、セビアの資産の幾らかはノースカロライナの課すと考えられる税金のために差し押さえられた。この押収は、セビアがフレンチブロード川の南に住むフランクリン国開拓者に対して自分達の防衛を諮ろうとしたチェロキー族に対する作戦行動に出ている時に行われた。セビアは戦いから帰還すると、民兵を連れて、ノースカロライナの著名人ジョン・ティプトン（実際に著名だったので、そのノースカロライナの支持者はティプトニアンと呼ばれることがあった）の農園に行き、3日間’1788年2月27日から29日）包囲した。最終的にティプトンはサリバン郡の民兵の応援を得て、セビアの息子のうち2人を捕虜にした。この息子2人が釈放された時にセビアは包囲を解いた。この出来事は「失われたフランクリン国の戦い」と呼ばれ、フランクリン国政府の終焉の始まりとなった。対峙した両軍の所属兵は隣人や友人だったので、銃撃の際も最高の慎重さで狙いを外しており、戦死や負傷した者はほとんどいなかった。しかし、それから1年以内にフランクリン国はその存在を終えた。
1788年にセビアはノースカロライナの法における反逆罪で逮捕されたが逃亡した。
1789年、セビアは連邦党員としてノースカロライナ州上院議員に選出された。この選出後、知事から恩赦を受け、反逆罪の告訴は終わった。
セビアはノースカロライナ州からアメリカ合衆国議会第1会期の下院議員に選ばれ、1790年6月16日から1791年3月3日まで務めた。

## 南西部領土
1790年、現在のテネシー州となった地域は再度ノースカロライナ州からアメリカ合衆国政府に割譲され、「オハイオ川の南のアメリカ合衆国領土」すなわち南西部領土に組織化された。州都は一時期ロッキーマウントに置かれ、間もなくノックスビルに移された。ジョージ・ワシントン大統領に指名された知事はウィリアム・ブラウントだった。準州時代にセビアとブラウントは協力して働いた。しかし、テネシーが州になると、セビアとブラウント、さらにブラウントの子分アンドリュー・ジャクソンは、次第に反目しあうようになった。

## テネシー州知事
テネシーが1796年に州に昇格すると、セビアは初代知事に選出され、さらに再選を経て2年任期を3回務めた（1796年のテネシー州憲法では知事を続けて務めることは最大3期までだった）。知事を辞任すると、全テネシーの志願兵部隊で選挙に準じて選ばれる少将の職を求めた。投票結果はセビアの敵対者アンドリュー・ジャクソンと同数となり、セビアの後継知事でジャクソンの友人だったアーチボルド・ローンがジャクソンへの決着票を投じた。セビアとジャクソンは、セビアが死ぬまで敵同士であり、1803年には決闘まで行おうとした。セビアとジャクソンはノックスビルの裁判所前で落ち合い、セビアがジャクソンのレイチェルとの結婚を持ち出した。侮辱されたジャクソンは「インタビュー」（決闘の婉曲表現）を要請し、2人はテネシー州キングストンの郊外で対決した。多くの悪口と脅しを言い合った後で、2人は銃を放つことなく馬に乗ってその場を離れた。同じ年に、ローンを破ってセビアは再度州知事の座に就き、また6年間務めた。テネシー州がアメリカ合衆国に加盟した時に知事の任期が常より短かったために、他に6期12年間強を務めた仲間のウィリアム・キャロルより少し就任期間の合計が短くなったが、他の歴代知事よりは長く務めた。

## その後の人生
テネシー州知事を2回目の6年間務めた後、セビアは1809年にテネシー州上院議員、1811年にアメリカ合衆国下院議員に選ばれ、アメリカ合衆国下院議員はその死まで務めた。セビアは70歳の誕生日の2日後、ジョージア州と現在はアラバマ州となっているクリーク族の境界を測量しているときに死んだ。その地域は土地の投機家であった時代から馴染みのある所だった。

## 家族
セビアは2人の妻によって1763年から1796年の間に18人の子供の父となり、その子供の大半が成人した。

## 記念碑と記念物
テネシー州のセビアビルとセビア郡は彼の名誉を称えて命名され、同じくノックス郡のジョン・セビア・ハイウェイも同様だった。テネシー州メアリービルにあるジョン・セビア小学校とキングスポートにあるジョン・セビア中学校も彼に因んで名付けられた。テネシー川流域開発公社はセビアの名前を冠する石炭火力発電所を運転している。
ワシントンD.C.アメリカ合衆国議会議事堂の国立彫像ホール・コレクションには、テネシー州を代表する者としてセビアの彫像が置かれている。
ジョン・セビアの葬儀の記念碑はノックス郡庁舎東の芝地に立っており、そこはセビアの遺骸が1889年に移葬されたところである。
ノーフォーク・サザン鉄道はノックス郡北東部に操車場を運営している。そこはジョン・セビア操車場と呼ばれている。
セビアの記念碑はテネシー州ノックスビルに今も立っている。